# アラスカ州の大学一覧
アラスカ州の大学一覧（アラスカしゅうのだいがくいちらん）。

## 公立大学
- アラスカ大学アンカレッジ校
- アラスカ大学サウスイースト校
- アラスカ大学フェアバンクス校

## 私立大学
- アラスカ・バイブル・カレッジ
- アラスカ・パシフィック大学
- ウェイランド・バプテスト大学
- 聖ハーマン神学校